# Synemur
| okres / system                         | epoka / oddział   | wiek / piętro | Wiek (mln lat) |
| -------------------------------------- | ----------------- | ------------- | -------------- |
| kreda                                  | wczesna           | berrias       | młodsze        |
| jura                                   | górna (malm)      | tyton         | 145,0–152,1    |
| jura                                   | górna (malm)      | kimeryd       | 152,1–157,3    |
| jura                                   | górna (malm)      | oksford       | 157,3–163,5    |
| jura                                   | środkowa (dogger) | kelowej       | 163,5–166,1    |
| jura                                   | środkowa (dogger) | baton         | 166,1–168,3    |
| jura                                   | środkowa (dogger) | bajos         | 168,3–170,3    |
| jura                                   | środkowa (dogger) | aalen         | 170,3–174,1    |
| jura                                   | wczesna (lias)    | toark         | 174,1–182,7    |
| jura                                   | wczesna (lias)    | pliensbach    | 182,7–190,8    |
| jura                                   | wczesna (lias)    | synemur       | 190,8–199,3    |
| jura                                   | wczesna (lias)    | hettang       | 199,3–201,3    |
| trias                                  | późny             | retyk         | starsze        |
| Podział jury według ICS, sierpień 2012 |                   |               |                |

Synemur (ang. Sinemurian)
- w sensie geochronologicznym: drugi wiek wczesnej jury, trwający według przyjmowanego do 2012 roku przez Międzynarodową Komisję Stratygrafii podziału jury około 7 milionów lat (od 196,5 ± 1,0 do 189,6 ± 1,5 mln lat temu)[1]; w roku 2012 Komisja poprawiła datowanie na od 199,3 ± 0,3 do ok. 190,8 ± 1,0 mln lat temu[2]. Synemur jest młodszy od hettangu a starszy od pliensbachu.
- w sensie chronostratygraficznym: drugie piętro dolnej jury, wyższe od hettangu a niższe od pliensbachu. Stratotyp dolnej granicy synemuru znajduje się w East Quantoxhead koło Watchet (Somerset, Wielka Brytania). Dolna granica oparta jest na pierwszym pojawieniu się amonitów z rodzaju Vermiceras i Metophioceras.

Nazwa piętra (wieku) pochodzi od historycznej nazwy francuskiego miasta Semur-en-Auxois – Sinemurum.

## Fauna synemuru

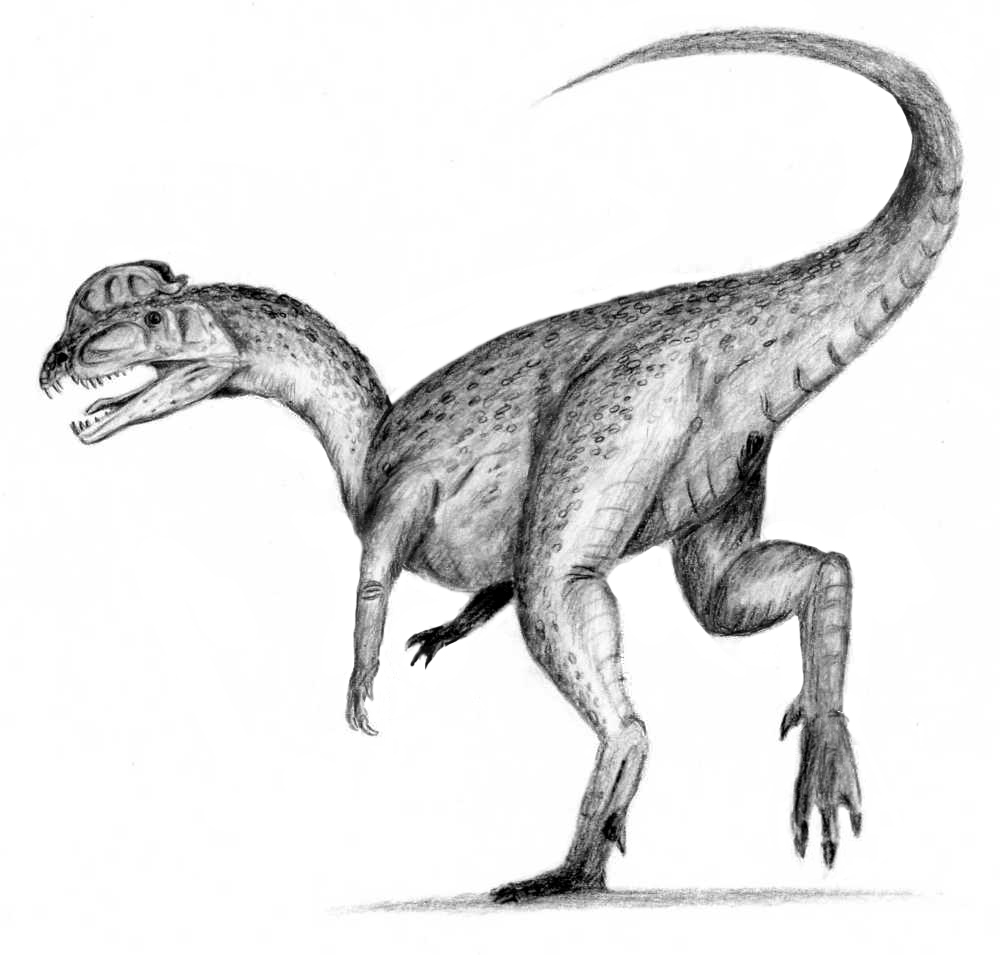
Dilofozaur

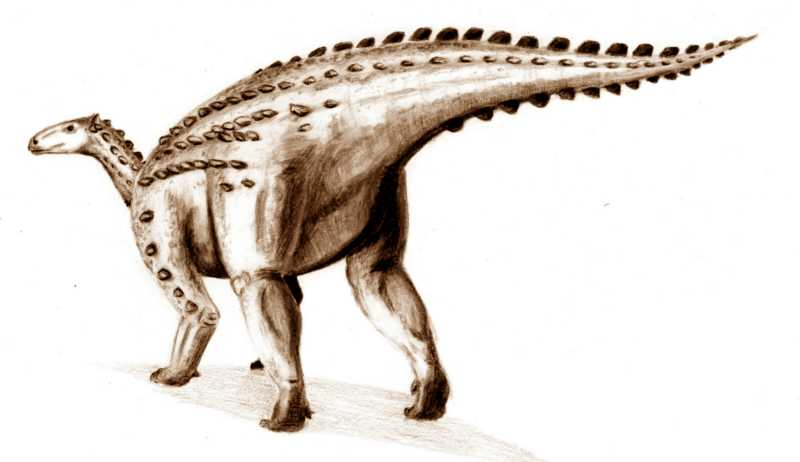
Scelidozaur

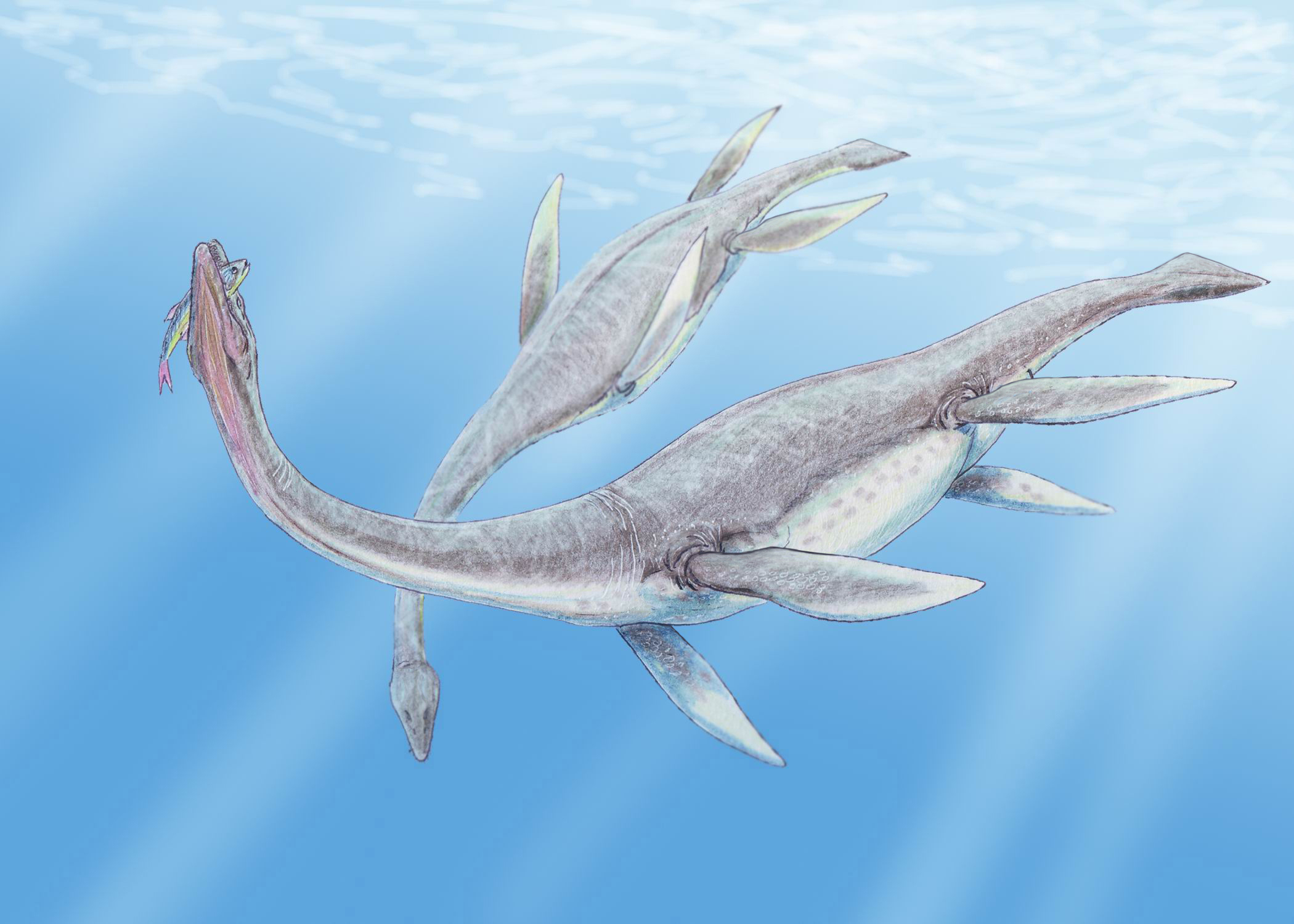
Plezjozaur

### Ssakokształtne
- Hadrocodium – bazalny; Junnan[3]

### Teropody
- Dilofozaur – celofyzoid; Arizona, Junnan

### Ankylozaury
- Luzytanozaur – scelidozaur; Portugalia
- Scelidozaur – scelidozaur; Anglia, Arizona

### Pozostałe ptasiomiedniczne
- Abriktozaur – heterodontozaur; Lesotho, Kraj Przylądkowy w Południowej Afryce
- Geranozaur – heterodontozaur; Kraj Przylądkowy
- Lanazaur – heterodontozaur; Wolne Państwo w RPA
- Likorin – heterodontozaur; Kraj Przylądkowy
- Fabrozaur – fabrozaur; Lesotho
- Stormbergia – RPA, Lesotho

### Ichtiozaury
- Ichtiozaur – Ichthyosauridae; Grenlandia, Niemcy, Chiny, Kanada, USA

### Plezjozaury
- Eretmosaurus – ? pliozaur; Anglia
- Plezjozaur, Plesiosaurus dolichodeirus – Plesiosauroidea; Anglia